# Livvi Franc

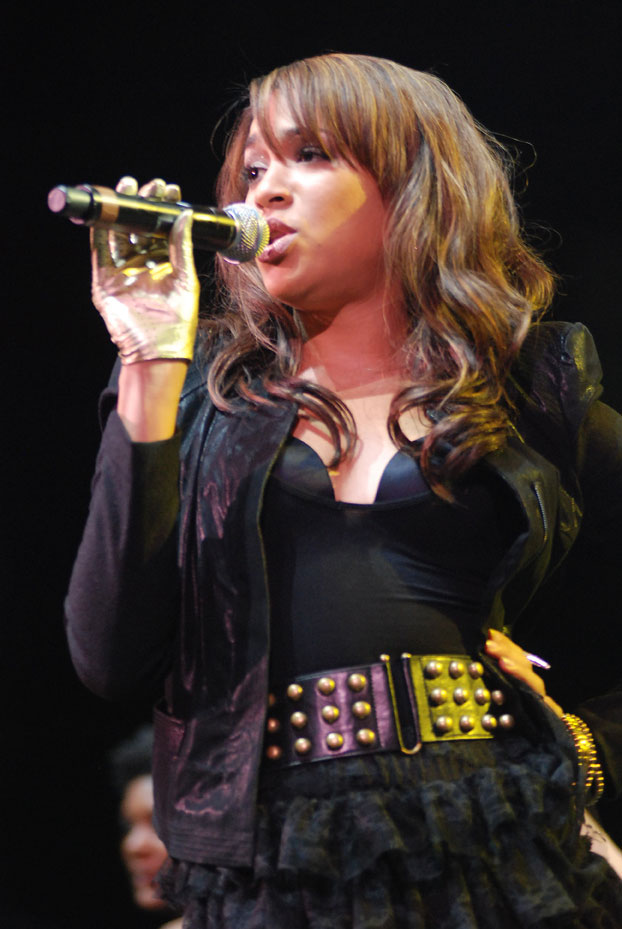
Livvi Franc (2009)

Livvi Franc (* 1988 in Harrogate, North Yorkshire; eigentlicher Name Olivia Charlotte Waithe) ist eine britische Singer-Songwriterin mit barbadischen Wurzeln.

## Leben und Karriere
Geboren wurde Olivia Waithe im englischen Harrogate, mit fünf Jahren ging ihre Familie zurück nach Barbados, der Heimat ihres Vaters, wo sie aufwuchs. Ihr Künstlername entstand aus der Koseform ihres Vornamens Olivia und dem Vornamen ihres verstorbenen Großvaters Frank Wilson, der sie gefördert hat.
Franc wurde 2007 in Barbados entdeckt und vom britischen Label Jive unter Vertrag genommen. Ihr Debüt machte sie 2009 und mit ihrer Single Now I’m That Bitch (auch Now I’m That Chick) zusammen mit dem US-Rapper Pitbull hatte sie einen Top-40-Hit in Großbritannien und einen Clubhit in den USA.

## Diskografie (Auswahl)
Singles
- Free (2009)
- Now I’m That Bitch (featuring Pitbull, 2009)
- Automatik (2010)